# Sparks (Oklahoma)
Sparks è un comune degli Stati Uniti d'America, situato nello Stato dell'Oklahoma, nella contea di Lincoln.